# هانری کربن
هنری کُربَن یا هانری کُربَن (به فرانسوی: Henry Corbin) (زادهٔ ۱۴ آوریل ۱۹۰۳ – درگذشتهٔ ۷ اکتبر ۱۹۷۸) فیلسوف، ایران‌شناس و اسلام‌شناس فرانسوی بوده‌است. او بخشی از عمر خود را در ایران و خاورمیانه سپری کرد.
هانری کُربِن، نخستین برگردان آثار مارتین هایدگر به زبان فرانسوی و همچنین معرفی‌کنندهٔ فلسفه اشراق سهروردی و حکمت متعالیه ملاصدرا به اروپاییان بوده‌است. وی صاحب مکتبی در تاریخ فلسفهٔ اسلامی است و معتقد است فلسفه اسلامی معادل فلسفه عربی نیست و با مرگ ابن رشد پایان نیافته‌است. بلکه سنتی زنده و پویا است که در شرق جهان اسلام، به‌ویژه حوزه فرهنگی ایران، تداوم یافته و با بهره‌گیری از احادیث امامان شیعه و امتزاج با فلسفهٔ ایران باستان و عرفان نظری به اوج رسیده‌است. هانری کُربَن همچنین از پایه‌گذاران فلسفه تطبیقی است که به نقادی فلسفهٔ مدرن غرب بر پایه سنت فلسفهٔ اسلامی می‌پردازد.
کربن گرچه هنگام تولد پروتستان بود، با سنت کاتولیک پرورش یافت. او در ۱۹۲۸ از طریق مدیر بخش مطالعات اسلامیِ دانشگاه سوربن با نوشته‌های سهروردی آشنا شد. سال‌ها بعد کُربَن اظهار داشت که آشنایی او با سهروردی، تکلیف سرنوشت معنوی او را برای عبور از این جهان مشخص کرد.

## آغاز زندگی و تحصیلات
هانری کُربَن در ۱۴ آوریل ۱۹۰۳ در پاریس زاده شد. پدرش هانری آرتور کُربَن، یک مدیر تجاری، و مادرش اوژن فورنیه کُربَن بودند. آموزش‌های مذهبی کاتولیک را در کودکی آموخت و در مدرسه علوم مسیحی به نهضت پروتستان علاقه‌مند شد. وی در سال ۱۹۲۲ از مدرسه دیر سنت ماور پاریس دیپلم گرفت و برای تحصیلات دانشگاهی از ۱۹۲۳ به «مدرسه عملی پژوهش‌های عالی» دانشگاه سوربن رفت و در سال ۱۹۲۵ کارشناسی فلسفه و در ۱۹۲۸ با رساله‌ای دربارهٔ آرای رواقی و آگوستینی در اندیشه لویی د لئون، شاعر سده ۱۶ اسپانیایی فارغ‌التحصیل شد و بابت آن از دانشگاه سالامانکا جایزه دریافت کرد. وی همچنین از سال ۱۹۲۶ و ۱۹۲۷ تحصیل در مدرسه زبان‌های شرقی را آغاز کرد و با زبان‌های عربی، سانسکریت آشنا شد و در سال ۱۹۲۹ در زبان‌های عربی، فارسی و ترکی استانبولی مدرک گرفت و به همکاری با کتابخانه ملی فرانسه پرداخت. در سال ۱۹۳۳ کُربَن با استلا لینهارت دختر کشیش و انسان‌شناس فرانسوی، موریس لینهارت ازدواج کرد.

## سرچشمه‌های فکری
کُربَن در ۱۹۳۰ به مطالعه آثار مارتین هایدگر پرداخت و طی سفرهایی در دهه ۱۹۳۰ به آلمان و سوئد رفت. وی در این سال‌ها از محضر فلاسفه و الهی‌دانان بزرگی همچون رودولف اوتو، کارل لویت، الکساندر کوژو، برنارد گروئتوسیان، آندره مالرو، ارنست کاسیرر، کارل یاسپرس، کارل بارت و ژرژ دومزیل بهره برد.
کُربَن در دانشگاه سوربن نزد اتین ژیلسون، فیلسوف نوماسی، فلسفه قرون وسطی را آموخت و شیوه خواندن و تفسیر متون کهن را فراگرفت و بعدها از همان اسلوب برای خوانش آثار فلسفی فارسی و عربی بهره جست. او در دانشگاه سوربن با آثار فلسفی ابن سینا به زبان لاتین که در مکتب تولدو در سده دوازده میلادی برگردان شده بود، آشنا شد و اندیشه فرشته‌شناسی، عقول ده‌گانه و نفوس فلکی در فلسفه سینوی را فراگرفت. همچنین نزد امیل بریه آرای فلوطین، فلسفه نوافلاطونی و رابطه آن با فلسفه هندی و اوپانیشاد را آموخت.
کُربَن در مدرسه زبان‌های شرقی از لویی ماسینیون، دربارهٔ عرفان و شهاب الدین سهروردی آموخت. آشنایی با سهروردی سبب شد وی مطالعه آیین‌ها و اندیشه‌های هندی را رها کند و به آثار معرفتی فارسی و عربی بپردازد. کُربَن توسط ماسینیون با تشیع و تصوف آشنا شد. اما به زعم کُربَن، ماسینیون از متون تشیع بی‌اطلاع بود. ماسینیون بیشتر مجذوب حسین منصور حلاج اما کُربَن به ابن عربی و سهروردی گرایش داشت. ماسینون با دیدن اشتیاق هانری کُربَن به فلسفه و عرفان، کتاب حکمت‌الاشراق، مهم‌ترین نوشته فلسفی سهروردی، را به وی هدیه داد. کُربَن دربارهٔ گرایش زیاد خود به سهروردی می‌گوید: «من هم که از پیروان جوان افلاطون بودم ناگزیر نمی‌توانستم از تأثیر آتشی که در دم «امام افلاطونیان پارس» ساری بود، در امان بمانم.»
هانری کُربَن در آلمان از فلسفه پدیدارشناسی ادموند هوسرل و هرمنوتیک فلسفی مارتین هایدگر متأثر شد و بعداً در روش‌شناسی خود در مطالعه فلسفه اسلامی و عرفان نظری از آن بهره جست. خود وی از آن به مانند «کلید هرمنوتیک» برای گشودن قفل فلسفه اسلامی یاد می‌کند. کُربَن با استفاده از درس‌های ژوزف و ژان باروزی دربارهٔ الهیات مارتین لوتر به موضوع «پدیدار کتاب مقدس» و رویکرد هرمنوتیک به آن علاقه‌مند شد. بعداً این رویکرد در «تاریخ فلسفه اسلامی» وی جایگاهی محوری یافت.

## فعالیت‌های علمی

### شناساندن هایدگر به فرانسوی‌ها
هانری کُربَن در میان سال‌های ۱۹۳۵ و ۱۹۳۶ در مؤسسه فرانسوی برلین مستقر بود و از هایدگر بهره می‌جست. او کتاب متافیزیک چیست و نیز بخشی از کتاب هستی و زمان وی را برگردان کرد. کُربَن نخستین کسی است که آثار هایدگر را به زبان فرانسوی برگردان کرد. ژان برن تأکید می‌کند که پیش از کُربَن، تنها نقل قول‌هایی پراکنده از هایدگر در فرانسه وجود داشتند و نام نویسندهٔ هستی و زمان هنوز به گوش جامعه فلسفیِ فرانسوی‌زبان نرسیده بود. ژان-پل سارتر از طریق برگردان‌های کُربَن با هایدگر آشنا شد و تأثیرات هایدگر بر سنت فلسفی معاصر فرانسه نیز از طریق کُربَن رخ داد. سیمون دو بووار در کتاب ضرورت زمان دربارهٔ اهمیت این آشنایی می‌نویسد: «سارتر نخستین‌بار، از طریق برگردانٔ کُربَن با هایدگر آشنا شد و نیاز به توضیح نیست که این آشنایی، در سرنوشت فکری سارتر چه تأثیری داشته‌است.»
کُربَن به پژوهش در آثار امانوئل سویدنبرگ دربارهٔ همبستگی امور مادی و روحانی پرداخت. همچنین نخستین تلاش‌ها برای معرفی سهروردی به جامعه فکری فرانسه را انجام داد. وی با همکاری الیزر پاول کراوس، کتاب آواز پر جبرئیل را در سال ۱۹۳۵ برگردان کرد و سپس «سهروردی بنیان‌گذار حکمت اشراق» را در سال ۱۹۳۹ نوشت. در ۱۹۳۷ کُربَن جانشین الکساندر کویره در دانشگاه سوربن شد و به آموزش دروسی دربارهٔ الهیات لوتری یوهان گئورگ‌هامان و هرمنوتیک لوتری پرداخت.

### سفرهای خارجی

#### ترکیه
کُربَن در سال ۱۹۳۹ مأمور شد که به استانبول برود و عکس دست‌نوشته‌های سهروردی را که در کتابخانه‌های این شهر پراکنده بود تهیه کند. اما آغاز جنگ جهانی دوم سبب شد مأموریت وی تا ۱۹۴۵ طول بکشد. او در این مدت به غربتی ناخواسته به ژرفنای اندیشه‌های سهروردی راه یافت و به تعبیر خودش این گفتگوی هر روزه با سهروردی در سکوت، «علم تقیه» را به وی آموخت.

#### ایران
کُربَن با مأموریتی در سال ۱۹۴۵ از استانبول عازم ایران می‌شود و در ۱۴ سپتامبر ۱۹۴۵ به تهران می‌رسد. نخستین دیدار وی با ابراهیم پورداوود، برگردان اوستا به فارسی، و سپس صادق هدایت، محمد معین و مهدی بیانی بود. به تعبیر داریوش شایگان، کُربَن با سخنرانی «مایه‌های زرتشتی در فلسفه سهروردی» در انجمن ایرانشناسی فرانسه در تهران در نوامبر ۱۹۴۵ پای در حیات روشنفکری ایران می‌گذارد. او با هدف معرفی میراث حکمی ایران، بخش ایرانشناسی را در انستیتو فرانسه راه می‌اندازد و مجموعه کتابخانه ایران را تأسیس می‌کند. او انتشار «مجموعه ایرانشناسی» را آغاز می‌کند و طی بیست و پنج سال بیست و دو مجلد از آثار حکمی منتشر نشده فارسی و عربی را منشتر می‌کند. وی تا سال ۱۹۵۴ رئیس اداره مطالعات ایرانی انجمن ایرانشناسی فرانسه در تهران بود. در آن سال، وی جانشین لوئی ماسینیون در بخش علوم مذهبی مدرسه عملی مطالعات عالی پاریس شد.

### محفل یرانوس
کُربَن از ۱۹۴۹ به محفل یرانوس دعوت شد و تا ۱۹۷۸ در نشست‌ها آن شرکت می‌کرد. او تبدیل به یکی از ارکان این محفل شد. کُربَن در آنجا با اندیشمندانی همچون میرچا الیاده دین‌شناس، گرشام شوئلم استاد عرفان یهودی کابالا، آدولف پورتمان زیست‌شناس، کارل گوستاو یونگ روان‌شناس، سوزوکی استاد ذن آیین بودایی، ارنست بنتس الهی‌دان از ماربورگ، ژیلبر دوران، جیمز هیلمن، توشی‌هیکو ایزوتسو، و بسیاری دیگر به بحث و گفتگو می‌پرداخت. کُربَن پایه برخی آثارش همچون اسلام ایرانی و تخیل خلاق در تصوف ابن عربی در این نشست‌ها نهاد.
وی از ۱۹۵۵ استاد فلسفه اسلامی دانشکده ادبیات دانشگاه تهران بود و این دانشگاه در ۱۹۵۸ به وی دکترای افتخاری اعطا کرد. پس از آن تاریخ نیز، وی به دعوت سید حسین نصر، مدیر «انجمن شاهنشاهی حکمت و فلسفه» هر سال به ایران می‌آمد.

### دانشگاه سنت جان اورشلیم
کُربَن در سال ۱۹۷۴ از مدرسه عملی مطالعات عالی پاریس بازنشسته شد و یکی از اعضای بنیان‌گذار دانشگاه سنت جان اورشلیم، مستقر در پاریس شد. این دانشگاه، جامعه‌ای از دانشمندان بود که به مطالعات تطبیقی در امور معنوی می‌پرداختند.

### محفل اصحاب تأویل
از اواخر دهه ۱۹۵۰ محفلی شکل می‌گیرد که داریوش شایگان از آن به «محفل اصحاب تأویل» یاد می‌کند. این نشست‌ها در خانه ذوالمجد طباطبایی تشکیل می‌شد. کُربَن همه ساله در ماه سپتامبر به ایران می‌آمد و داغ‌ترین مباحث فلسفی آن زمان فرانسه را به ایران می‌آورد. دو شخصیت محوری این محفل، سید محمدحسین طباطبایی، و هانری کُربَن بودند. کُربَن هنگام حضور در ایران با وجود مشکل زبان، به کمک مترجم، با سید محمدحسین طباطبایی به گفتگو می‌نشست. در این نشست‌ها، سید حسین نصر، محمدکاظم عصار، مرتضی مطهری، سید جلال‌الدین آشتیانی، جلال‌الدین همایی، داریوش شایگان، بدیع‌الزمان فروزانفر، محمد معین، عیسی سپهبدی و بعدها برخی از طلاب دیگر که هم‌اکنون از روحانیون سرشناس ایران هستند هم چون سید احمد خسروشاهی، و ناصر مکارم شیرازی شرکت می‌کردند. از دیگر حاضران این نشست‌ها غلامحسین ابراهیمی دینانی بود. سید حسین نصر معتقد است گفتگوهایی که در این نشست‌ها صورت می‌گرفت، در همه قرون وسطی تحقق نیافته بود.

## سِمَت‌های دانشگاهی
هانری کُربَن استاد شیعه‌شناسی دانشگاه سوربن، مدیر بخش پژوهش در مدرسه عالی مطالعات دانشگاه سوربن، بنیان‌گذار و رئیس اداره مطالعات ایرانی «انجمن ایرانشناسی فرانسه در تهران» (IFIT)، یکی از اعضای بنیان‌گذار «دانشگاه سنت جان اورشلیم» در پاریس، استاد فلسفه دانشگاه تهران، استاد انجمن شاهنشاهی حکمت و فلسفه ایران بوده‌است. هانری کُربَن همچنین جزو اعضای برجسته محفل ایرانوس بود.

## اندیشه‌ها

### دازاین و دکارت
درک هایدگر از فهم فلسفی منوط به درک مفهوم دازاین در او بود. دازاین از نظر هایدگر صرفاً «در-جهان» بود و فهم او نیز بسته به جهان او بود. ریشه‌های مفهوم هایدگری «بودن- در- جهان» را می‌توان در اندیشه ادموند هوسرل بازیافت. هوسرل در پدیدارشناسی خویش می‌کوشید از کوگیتو (می‌اندیشم پس هستم) رنه دکارت که فاصله و جدایی میان سوبژه و ابژه را پیش‌فرض خود قرار داده‌است، فراتر رود. دکارت تنها، می‌گوید: «من می‌اندیشم» و به شرایط این «اندیشیدن» و «من اندیشنده» توجهی ندارد. او به یک معنا در آغاز شک دستوری، جدای از جهان و خارج از آن فرض شده‌است. اما به زعم هوسرل، هرگز نمی‌توان در خارج از جهان اندیشید و این در جهان بودن بدین معنی است که اندیشیدن همواره یک اضافة به غیر یا «حیث التفاتی» دارد. اندیشه، بدون موضوع اندیشه، ممکن نیست؛ بنابراین اندیشه همواره معطوف به چیزی است. این در نظر هایدگر بدین معنی است که برای دازاین، امکان فهم خارج از جهان او وجود ندارد؛ بدین ترتیب فهم دازاین محدود به جهانش است و این با مرگ او به پایان می‌رسد.

### گسست از تفکر هایدگر
از مهم‌ترین اتفاقات زندگی هانری کُربَن، گسست وی از تفکر هایدگر یکی از تأثیرگذارترین فلاسفه تاریخ غرب است. به زعم کُربَن فلسفه هایدگر و به‌طور کلی فلسفه معاصر غربی حاوی مختصاتی است که بسیاری از پرسش‌های بزرگ بشر را بی پاسخ رها می‌کند. کُربَن مدت‌ها برای یافتن پاسخ‌های قانع‌کننده وقت صرف کرده بود و به بیان خود، نهایتاً فلسفه شیعی و حکمت الهی فیلسوفان ایرانی را قانع‌کننده یافته بود. در فلسفه هایدگر، هستی دازاین در مقابله با نیستی، معنا می‌یابد. به بیان دیگر، مرگ برای هایدگر، آنجایی است که دازاین در آن شیوه اصیل زیستن را بازیابد. پیش از سفر به ایران، تقریباً برای کُربَن مشخص شده بود که مرگ، پایان جهان نیست. با این حال برای یافتن پاسخی برای پرسشی که در ذهن داشت، رهسپار ایران شد. پرسش این بود: آیا امکانِ بودن در ورای مرگ، فقط با مرگ محقق می‌شود؟ یا پیش از مرگ نیز انسان می‌تواند در خارج از جهانِ خویش بایستد؟ این پرسش، همان چیزی بود که مأموریت سه‌ماهه کُربَن را سی سال به درازا کشاند و او را به پژوهش فلسفه شیعه کشاند.

### فلسفه ایرانی
ایران برای کُربَن یک مفهوم، جغرافیایی، سیاسی یا قومی نبود. بلکه «جهان ایرانی … یک جهان میانی، یک حدفاصل است و بسیار به ما مغرب زمینیان نزدیک.» کُربَن می‌گوید: «ایران زمین فقط یک ملت و یک امپراتوری نبود بلکه کانون معنویت و تاریخ ادیان بود.»
سهروردی از دید کُربَن
از دید کُربَن، فارابی و سهروردی، در این معنا که ساحت معنوی پیامبر و فیلسوف از یکدیگر قابل تفکیک نیست، اشتراک دارند و بر این مبنا است که نزد اشراقیان پیوند میان فیلسوف و پیامبر تداوم یافت. از دید کُربَن، در اندیشهٔ سهروردی، فیلسوف و پیامبر، معارف خود را از مشکات نبوت می‌گیرند.
ایران، دومین منبع اندیشهٔ سهروردی است. کُربَن بر پایه گزارش از سهروردی در رسالهٔ مقامات الصوفیه، او را احیاءکنندهٔ حکمت ایران باستان می‌داند و می‌گوید در ساحت تاریخ فلسفهٔ اسلامی، تنها سهروردی قادر به ایفای این نقشِ مهم بوده؛ زیرا پیش از او ابن سینا از اندیشهٔ حکیمان خسروانی آگاه نبود و نتوانست اندیشهٔ مشرقی خود را به کمال برساند؛ بنابراین سهروردی با نظر به معنویت ایران آن را از گذشته به آینده تبدیل کرد و نقش میانجیِ اسلام و حکمت کهن زرتشتی را ایفا کرد که در واقع شبیه نقشی است که سلمان فارسی میان ایران و امامان شیعه داشت. به نظر کُربَن، مکاشفات سهروردی متوجه چیزی است که اوستا آن را خورنه نامیده که بهترین معادل آن نور جلال است. او می‌گوید بر این اساس، حکیمان اشراقی خورنه را چنان فهمیدند که زرتشت فهمیده بود؛ یعنی نوری که از ذات الهی فیضان یافته‌است. سهروردی نور جلال یا خورنه را نور مخصوص پیامبران می‌داند [...] به نظر کُربَن اشراق نور معرفت است که بر سالک طلوع می‌کند. کُربَن حکمت اشراق را سراسر، تأویلی می‌داند و معتقد است که عرفان و تصوفی ناب در آن نهفته‌است.

### گرایش دینی
دربارهٔ گرایش دینی کُربَن اختلاف نظر وجود دارد. داریوش شایگان وی را کاتولیک می‌داند. حال آنکه سید حسین نصر می‌گوید، وی به مذهب پروتستان گروید. همچنین سید حسین نصر و سید محمدحسین طباطبایی معتقدند وی گرایش ایمانی به تشیع داشت و معتقد به امام زمان بود. برخی نیز وی را به گرایش به باطنیه ارتباط می‌دهند. 

#### گرایش به تشیع
سید محمدحسین طباطبایی و هانری کُربَن از سال ۱۳۳۷ به‌طور حضوری و مکاتبه‌ای با یکدیگر ارتباط داشتند. کُربَن برای تدریس فلسفه در دانشگاه تهران هر سال پاییز به تهران می‌آمد و با مرتضی مطهری در دانشگاه آشنا شد. مطهری به وی پیشنهاد دیدار با محمدحسین طباطبایی را می‌دهد و می‌گوید بهترین کسی که می‌تواند پژوهش تخصصی و غیر جدلی بکند طباطبایی است. دیدارها هر دو هفته یک بار روزهای جمعه در خانه ذوالمجد طباطبایی قمی برگزار می‌شد. با آگاه شدن برخی از این نشست‌ها، شماری دیگر همچون دکتر سپهبدی و داریوش شایگان به این نشست‌ها پیوستند. نشست‌ها این دو تا پایان عمر کُربَن ادامه داشت.
وی در جریان مذاکرات خود با طباطبایی می‌گوید:
به عقیده من، مذهب تشیع تنها مذهبی است که رابطه هدایت الهی را میان خدا و خلق برای همیشه نگه داشته، پیوسته ولایت را زنده و پابرجا می‌دارد … به عقیدهٔ من، همهٔ ادیان حق بوده و یک حقیقت زنده‌ای را دنبال می‌کنند و همهٔ ادیان در اثبات اصل وجود این حقیقت زنده مشترک‌اند. آری تنها مذهب تشیّع است که به زندگی این حقیقت، لباس دوام و استمرار پوشانیده و معتقد است که این حقیقت میان عالم انسانی و الوهی برای همیشه باقی و پابرجاست. این نظر من است. آیا شما نیز نظرتان در این باب همین است؟ … من به خاطر بحث دربارهٔ شیعه و رسیدن به حقایق این مذهب، نزدیک بود پست تحقیقاتی خود را در دانشگاه سوربن از دست بدهم.
همچنین از او نقل می‌کند:
تاکنون مستشرقین، اطلاعات مربوط به اسلام را از اهل تسنن اخذ می‌گرفتند و در نتیجه، حقیقت مذهب تشیع آن گونه که شایسته‌است، به دنیای غرب معرفی نشده‌است. بر خلاف باور مستشرقین گذشته، اعتقاد من این است که تشیع یک مذهب حقیقی و اصیل و پابرجاست و دارای مشخصات یک مذهب حقیقی است و غیر از آن است که به غرب معرفی کرده‌اند. آنچه پس از پژوهش‌های علمی بدان رسیده‌ام، این است که به حقایق معنویت اسلام از دریچه شیعه - که نسبت به این آیین واقع بینی دارد باید نگاه کرد. از این رو کوشیده‌ام این مذهب را به نحوی که باید و در خور واقعیت آن است، به جهان غرب معرفی کنم. بسیار علاقه‌مندم که با رجال علمی و مشاهیر این مذهب از نزدیک تماس بگیرم و با طرز فکر آنان آشنا شوم و در بررسی اصول و مبانی شیعه، از این بزرگان کمک گرفته و نسبت به هدف خود روشن‌تر شوم.
طباطبایی به یکی از شاگردان خود گفته بود که: «کُربَن دعاهای صحیفه مهدویه را می‌خواند و می‌گریست.» و در پاسخ به سؤال طباطبایی که پرسیده بود «اگر شما حالی پیدا کردید و خواستید خدا را بخوانید و مناجات کنید و او را با اسما و صفاتش یاد کنید و با اسم خاصی از او حاجت بخواهید، چه می‌کنید؟» او در پاسخ گفت: «در مناجات‌های خود، صحیفه مهدویه را می‌خوانم!» به اعتقاد طباطبایی، کُربَن به تشیع گرویده بود.
کُربَن هنگامی که از مفهوم بازگشت به وطن در سهروردی سخن می‌گوید، امامان شیعی را نمونه عالی جلای وطن کردگان می‌داند که باید از آن‌ها پیروی نمود: «ما مطیع و پیرو تعلیمات ائمه اطهار هستیم که خود، سیماهای تأثرانگیز و نافذی از جلای وطن کردگان و اشخاص عدل و برحقّی که شکنجه دیده‌اند، هستند.»
کُربَن در ادامه در باب امام غایب گفته بود: «او سیمایی است که جمع دوازده امام و چهارده معصوم را کامل می‌کند. او امام قائم است که وجود غایب او نیز حکومت‌های عالم را دچار اضطراب ساخته‌است.»
سید عبدالباقی طباطبایی (فرزند بزرگ سید محمدحسین طباطبایی) می‌گوید: «یک روز پدر رو به ما نمود و با نشاط خاصی گفت این پروفسور به اسلام (تشیع) مؤمن شده‌است؛ ولی شرایط اقتضا نمی‌کند تا آن را رسماً و علناً بر زبان جاری کند. چند صباحی که از این فرموده پدر گذشت، یک روز کُربَن دربارهٔ حضرت مهدی سخنان پرشوری ایراد نمود و ضمن آن گفت: من به خاطر بحث دربارهٔ شیعه و رسیدن به حقایق این مذهب، نزدیک بود پست تحقیقاتی خود را در دانشگاه سوربن از دست بدهم. پدر، وقتی از این موضوع مطلع شد، بسیار خوشحال شد و گفت: نگفتم این پروفسور کُربَن، مؤمن به تشیع شده‌است و رویش نمی‌شود که صریحاً اعتراف کند.» البته ادعای سید محمدحسین طباطبایی مبنی بر صحیفه مهدویه خواندن کربن، چندان دور از واقعیت به نظر نمی‌رسد؛ چنان‌که سید حسین نصر نیز می‌گوید: «کُربَن همواره خود را به صورت ما ایرانیان یا ما شیعیان مورد خطاب قرار می‌داد.» رضا داوری اردکانی نیز می‌گوید: «کُربَن وقتی مطالب مهمی را که بدان می‌اندیشید، از زبان بزرگان و اولیای دین و ائمه معصومین می‌شنید، غرق شادی می‌شد.»
حسن حسن‌زاده آملی نیز از خاطره حضور خود در مجلسی به همراه سید محمدحسین طباطبایی و کُربَن یاد می‌کند که در آن بحثی پیرامون ولایت در اندیشه شیعه درگرفته بود و هانری کُربَن خطاب به سید محمدحسین طباطبایی می‌گوید: من نه تنها اندیشه شیعه، بلکه به سرّ ولایت در شیعه واقفم!
از دیگر علایق او به سنت اندیشه دینی در ایران، گرایش زیاد او به  میر حیدر آملی بود که او را یکی از مهمترین نمایندگان تشیع عرفانی می‌دانست.
البته برخی معتقدند کُربَن رسماً به تشیع در نیامد. برای نمونه داریوش شایگان معتقد است که او کاتولیک زاده و کاتولیک مرد و هیچ‌گاه دین عوض نکرد. مهدی فدایی مهربانی در فصل دوم کتاب «ایستادن در آن سوی مرگ: پاسخ‌های کُربَن به هایدگر از منظر فلسفه شیعی»، نظرهای مختلف در مورد گسست کُربَن از فلسفه هایدگر و گرایش وی به تشیع را مورد بررسی قرار داده‌است.

### انقلاب ایران
از دید هانری کُربَن سیاست، امری دنیوی بود و در جهان او سیاست جایی نداشت. او همواره به دنبال اسلام معنوی یا همان تشیع ایرانی بود زیرا تشیع ایرانی، که منبع معنویت قدسی است، از امر دنیوی و عرفی بر کنار بود. به گفته محمدعلی امیرمعزی، کربن رخدادهای انقلاب ۱۳۵۷ ایران را در هنگام بیماری دنبال می‌کرد و از آن به هیچ عنوان خشنود نبود. از دیدگاه کربن هرگونه انقلاب، مارکسیستی یا مذهبی، رخدادی ماده‌باورانه است. در همان روزی که سید روح‌الله خمینی از عراق به پاریس رفت هانری کُربَن چشم از جهان فروبست.

## آثار
1. تاریخ فلسفه اسلامی (بخش نخست این کتاب به کوشش اسدالله مبشری به فارسی برگردان شد و سپس متن کامل آن به کوشش سید جواد طباطبایی برگردان شد)
2. فلسفهٔ ایرانی و فلسفهٔ تطبیقی (به کوشش سید جواد طباطبایی به فارسی برگردان شد)
3. اسلام ایرانی (در چهار جلد)
4. همکاری در نوشتن تاریخ ایران کمبریج[۴۲]
5. آئین جوانمردی، احسان نراقی، نشر نو، ۱۳۶۳[۴۳]
6. ارض ملکوت؛ کالبد انسان در روز رستاخیز، برگردان سید ضیاء الدین دهشیری، انتشارات طهوری
7. ابن سینا و تمثیل عرفانی، برگردان انشاء الله رحمتی، نشر جامی: در این کتاب قرائتی متفاوت و عرفانی از ابن سینا ارائه داده‌است.
8. مقدمه بر المشاعر ملاصدرا، برگردان و پیشگفتار از کریم مجتهدی، انتشارات بنیاد حکمت اسلامی صدرا
9. روابط حکمت اشراق و فلسفه ایران باستان، برگردان عبدالمحمد روح‌بخشان، نشر جامی، انتشارات اساطیر
10. انسان نورانی در تصوف ایرانی، برگردان فرامرز جواهری‌نیا، نشر آموزگار خرد
11. تخیل خلاق در عرفان ابن عربی، برگردان انشاء الله رحمتی، نشر جامی
12. مکتب شیخی، از حکمت الهی شیعی

## آثار دربارهٔ وی
1. داریوش شایگان، آفاق تفکر معنوی در اسلام ایرانی، نشر فرزان روز
2. مهدی فدایی مهربانی، ایستادن در آن سوی مرگ؛ پاسخ‌های کُربَن به هایدگر از منظر فلسفه شیعی، نشر نی
3. زائر شرق، مجموعه مقالات همایش بزرگداشت یکصدمین سال تولد هانری کُربَن (۱۳۸۲)؛ ویراستار علمی: شهرام پازوکی و محمدامین شاهجویی؛ تهران: مؤسسه پژوهشی حکمت و فلسفه ایران
4. تام چیثام، عالم زیر و زبر: هانری کُربَن و عرفان اسلامی، برگردان امیرحسین پورنامدار، انتشارات حقیقت، تهران، ۱۳۹۸
5. هایدگر در ایران، نگاهی به زندگی، آثار و اندیشه‌های سید احمد فردید؛ بیژن عبدالکریمی؛ مؤسسه پژوهشی حکمت و فلسفه ایران؛ ۱۳۹۲؛ (این کتاب به آرای کُربَن به عنوان واسطه آشنایی فردید با هایدگر می‌پردازد)

1. Tom Cheetham, Imaginal love: The Meanings of Imagination in Henry Corbin & James Hillman, 2014
2. Tom Cheetham , All the World an Icon: Henry Corbin and the Angelic Function of Beings, 2012
3. Tom Cheetham , The World Turned Inside Out: Henry Corbin and Islamic Mysticism, 2003
4. Tom Cheetham , After Prophecy: Imagination, Incarnation, and the Unity of the Prophetic Tradition, 2007
5. Steven M. Wasserstrom ,Religion after Religion: Gershom Scholem, Mircea Eliade, and Henry Corbin at Eranos, 1999

## واژه‌نامه
1. ↑  Christian Jambet
2. ↑  abbey school of St.-Maur
3. ↑  Luis de León
4. ↑  École des Langues Orientales
5. ↑  Maurice Leenhardt
6. ↑  Rudolf Otto
7. ↑  Bernard Groethuysen
8. ↑  Jean Baruzi
9. ↑  Suhrawardî d’Alep (ob. 1191). Fondateur de la doctrine illuminative
10. ↑  Alexandre Koyré
11. ↑  Les motifs zoroastriens dans la philosophie de Sohrawardî
12. ↑  École Pratique des Hautes Études

## برای مطالعهٔ بیشتر
- Nasr, Seyyed Hossein, and Leaman, Oliver (eds), History of Islamic Philosophy, Ansarian Publications - Qum, Iran, 1993. ISBN 964-438-307-9

- منصورنژاد، محمد، ۱۳۹۰، مقالهٔ رویکرد و روش شیعه‌شناسی هانری کُربَن، در کتاب: درس گفتارهای شیعه‌شناسی، تهران، نشر جوان پویا.
- منصورنژاد، محمد، ۱۳۸۷، سید حیدر آملی به روایت هانری کُربَن، تهران، نشر جوان پویا.
- خلج، اهورا (۱۴۰۰). مقاله‌ای در باب هانری کربن. تهران: انتشارات ارتنا.